# Striełka-Czunia
Striełka-Czunia (ros. Стрелка-Чуня) – osiedle w Rosji, w Kraju Krasnojarskim, w rejonie ewenkijskim. W 2010 liczyło 191 mieszkańców.